# Pechersky Gallery
Pechersky Gallery — галерея современного искусства, созданная в Москве в 2011 году.

## История галереи
Галерея «Pecherskiy Gallery» была создана в Москве коллекционером Мариной Печерской в январе 2011 года. Главными кураторскими задачами при создании галереи было названо представление лучших имен Западного и Российского современного искусства, а также поддержка молодых художников и развития молодого московского арт-рынка.
В сентябре 2012 года «Pecherskiy Gallery» участвовала в международной ярмарке «VIENNAFAIR The New Contemporary», где представляла Россию в числе семи галерей: московских «Триумф», Pop/off/art, «Галерея 21», петербургских Галерея Марины Гисич и Anna Nova, ростовской 16thLINE art-gallery.
В конце 2012 года «Pecherskiy Gallery» перебралась в новое помещение, расположенное на Винзаводе (бывшее помещение галереи «Paperworks»).

## Наиболее значимые проекты
- 2013 — Групповая выставка «ГОСZAKAZ»
- 2012 — «Невидимый мир». Алексей Кострома.[2]
- 2012 — «Последняя Пангея. Замечательная жизнь». Евгений Дедов.[3]
- 2012 — «VGLAZ в Pecherskiy Gallery». Георгий Острецов, Сергей Пахомов, Ирина Корина, ЕлиКука, Георгий Литичевский и др.[4]